# 왕자웨이
왕자웨이(왕가위, 王家衛, 1958년 7월 17일~)는 홍콩의 영화 감독이다. 홍콩전영금상장 최우수감독상과 칸국제영화제 감독상을 수상하였다. 검은 선글라스가 그의 트레이드 마크이기도 하다.
1958년 7월 17일 중화인민공화국 상하이 출생이다. 저장성 저우산에서 유아기를 보내기도 하였으며, 5세 때 가족과 홍콩으로 건너갔다. 1980년 홍콩 이공대학교(The Hong Kong Polytechnic University) 미술디자인학과(이후 1989년 학사 학위)에서 2년을 수학한 뒤, 당시 홍콩의 영상인들의 입문 루트였던 TVB 방송사의 감독훈련반에 들어가서 방송일을 배우기 시작하였다. 이곳에서 유명 방송인 감국량(甘國亮)의 소개로 드라마를 제작하게 된다. 1982년에 방송사를 떠나 영화계에 입문한 그는 10여 편의 시나리오를 쓴다. 그의 공식적 첫 시나리오는 1982년에 만들어진 《채운곡》(彩雲曲)이다. 이때 그가 쓴 작품은 오늘날의 거장 왕자웨이의 이름과는 동떨어진 대중취향의 코믹물이 대부분이지만 1987년 담가명 감독의 《최후승리》로 홍콩전영금상장 각본상을 받으며 주목받았다. 1988년 유덕화, 장만위, 장학우 주연의 《열혈남아》로 감독 데뷔하면서 10년 이상 홍콩에서 가장 스타일리시한 감독으로 각광받았다.
미국 하버드 대학교 명예 문학박사 학위를 받기도 하였다.

## 작품
- 열혈남아 감독(1988년)
- 아비정전 감독(1991년)
- 중경삼림 감독(1994년)
- 동사서독 감독(1994년)
- 타락천사 감독(1995년)
- 해피 투게더 감독(1997년)
- 화양연화 감독(2000년)
- 2046 감독(2004년)
- 마이 블루베리 나이츠 감독(2008년)
- 일대종사 감독(2010년)
- 엔니오: 더 마에스트로 출연(2021년)

## 수상
- 1991년: 아비정전으로 제10회 홍콩전영금상장 최우수감독상 수상, 28회 대만금마장 최우수감독상 수상
- 1995년: 중경삼림으로 14회 홍콩전영금상장 최우수감독상 수상
- 1997년: 해피 투게더로 제50회 칸국제영화제 감독상 수상